# Markoolio

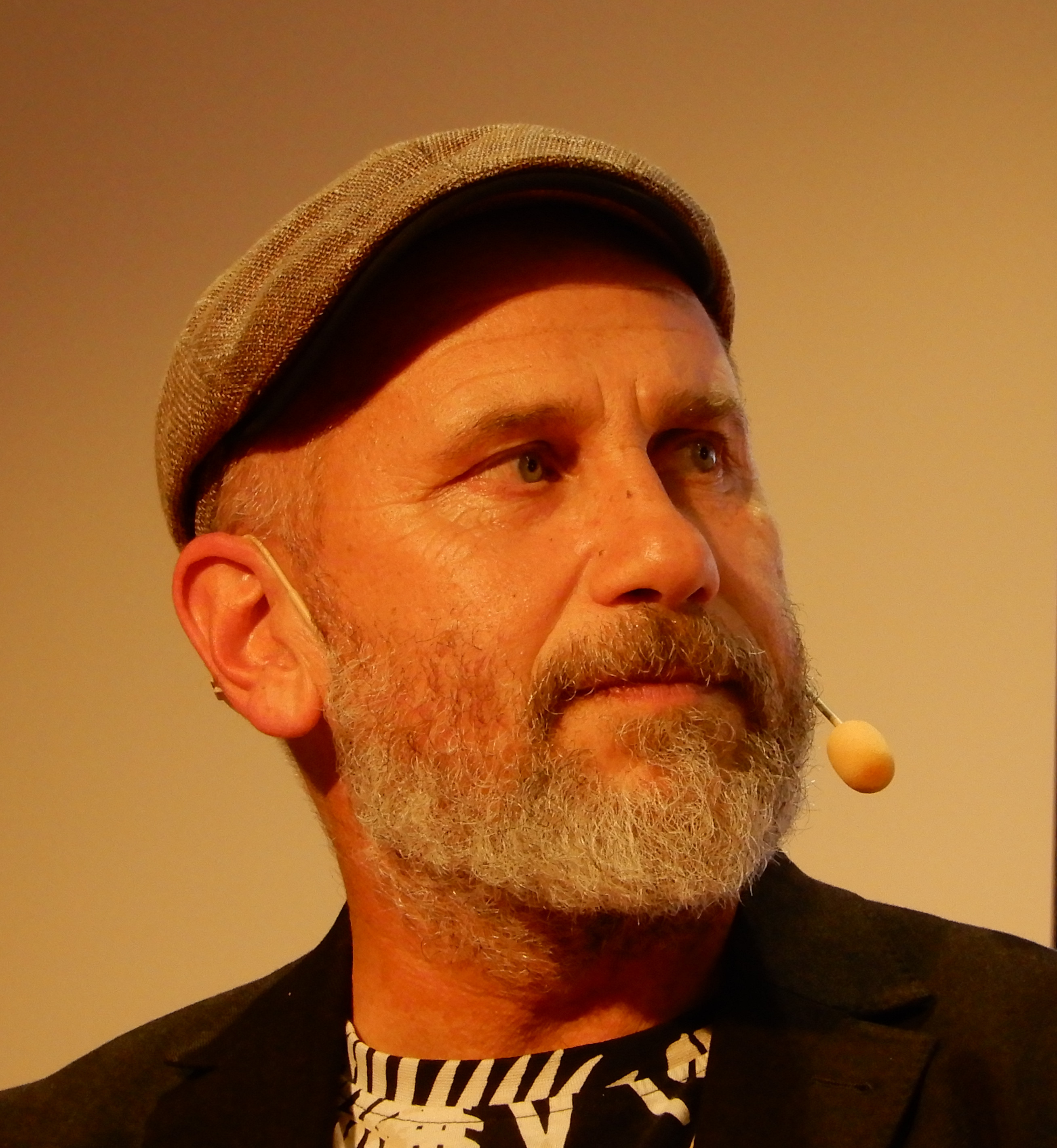
Markoolio på Bokmässan 2022

Marko Kristian Lehtosalo, född 1 januari 1975 i Lahtis i Finland, är en sverigefinsk artist, känd under artistnamnet Markoolio. Han verkar som sångare, musiker, låtskrivare, komiker, skådespelare samt även som programledare i radio och TV.

## Biografi

### Bakgrund
Marko Lehtosalo föddes i Lahtis i Finland, efter att den då 19 år gamla Irma Lehtosalo blivit oplanerat gravid. När Lehtosalo var ett halvår gammal flyttade familjen till Stockholmsförorten Orminge i Nacka kommun. Fadern lämnade kort därefter familjen och Lehtosalo växte därefter upp med sin ensamstående mor och två syskon under knappa och instabila förhållanden. Han gick i Myrsjöskolan och när han gått ut grundskolan började han på en plåtslagarlinje, vilken var den enda gymnasielinje som hans betyg räckte för att komma in på. Lehtosalo har berättat att hans uppväxt kantades av alkoholism och våld, som han dels själv blev utsatt för, men också utsatte andra för. Han är dömd för tillgrepp av fortskaffningsmedel och två gånger för misshandel. Han har själv uppgett att en fängelsedom blev ett uppvaknande och en vändpunkt.
Lehtosalo avbröt plåtslagarstudierna efter ett år och började istället ta ströjobb, bland annat som kamratstödjare. Efter att ha överklagat och förvandlat fängelsedomen till villkorlig dom bytte Lehtosalo umgänge och fann kompisar som var intresserade av musik och hade inspelningsutrustning där de började leka fram låtar. Han började tillbringa tid på Boo Folkets hus där kommunen, tillsammans med Tollare Folkhögskola, startade en ettårig kurs i medieproduktion. Lehtosalo fick plats och klassen startade en lokal tv-station, Nacka lokal-tv under Öppna kanalen, där de sände program med skämtsam ton och musikinslag ett antal timmar i veckan. Efter den ettåriga kursens slut ryckte Lehtosalo in i finsk militärtjänst som kustjägare. Lehtosalo ombads att bli underofficer men ville inte eftersom man var tvungen att vara 13 månader istället för 8 månader.

## Markoolio
Tillbaka från militärtjänst tog Lehtosalo jobb på 7-eleven där han träffade musikproducenten Arijan Selami. När Selami sa upp sig, för att tillsammans med Daniel Bäckström satsa helhjärtat på musiken, frågade han om Lehtosalo ville spela in en låt. De gjorde om en av låtarna Lehtosalo spelat in för Nacka lokal-tv, "Oh no", och som varit populär i kompisgänget. Låten fick titeln "Sommar och sol" och de tre spånade också fram artistnamnet Markoolio, en komisk version av en av dåtidens största artister, rapparen Coolio. Bäckström hade tidigare haft framgång som låtskrivare och tog kontakt med några skivbolag. Arcade och framför allt dåvarande vd Jonas Siljemark trodde på låten och gav dem skivkontrakt 1998. Vid lanseringen hittade bolagets press-ansvarige på en historia om att Markoolio upptäckts av musikproducenter på en nattbuss och fått skivkontrakt på stående fot, en berättelse som i många år berättades som sanning innan Lehtosalo många år senare avslöjade det som ett pr-trick.

"Sommar och sol" blev en stor hit och nådde upp till en andra plats på topplistan och sålde platina. Markoolio, Selami och Bäckström skrev en uppföljande låt, "Drömmen om Finland", men den nådde inte samma framgångar. Arcade kopplade då in rutinerade låtskrivarna Johan Lagerlöf och Jan Nordlund och tillsammans med textförfattaren Stefan Enberg skrev de "Vi drar till fjällen" och "Åka pendeltåg". Ett album, Sticker hårt, gavs ut samma år med bland annat alla fyra nämnda låtar. När musikvideor skulle börja produceras kontrakterades Fredde Granberg som regissör.

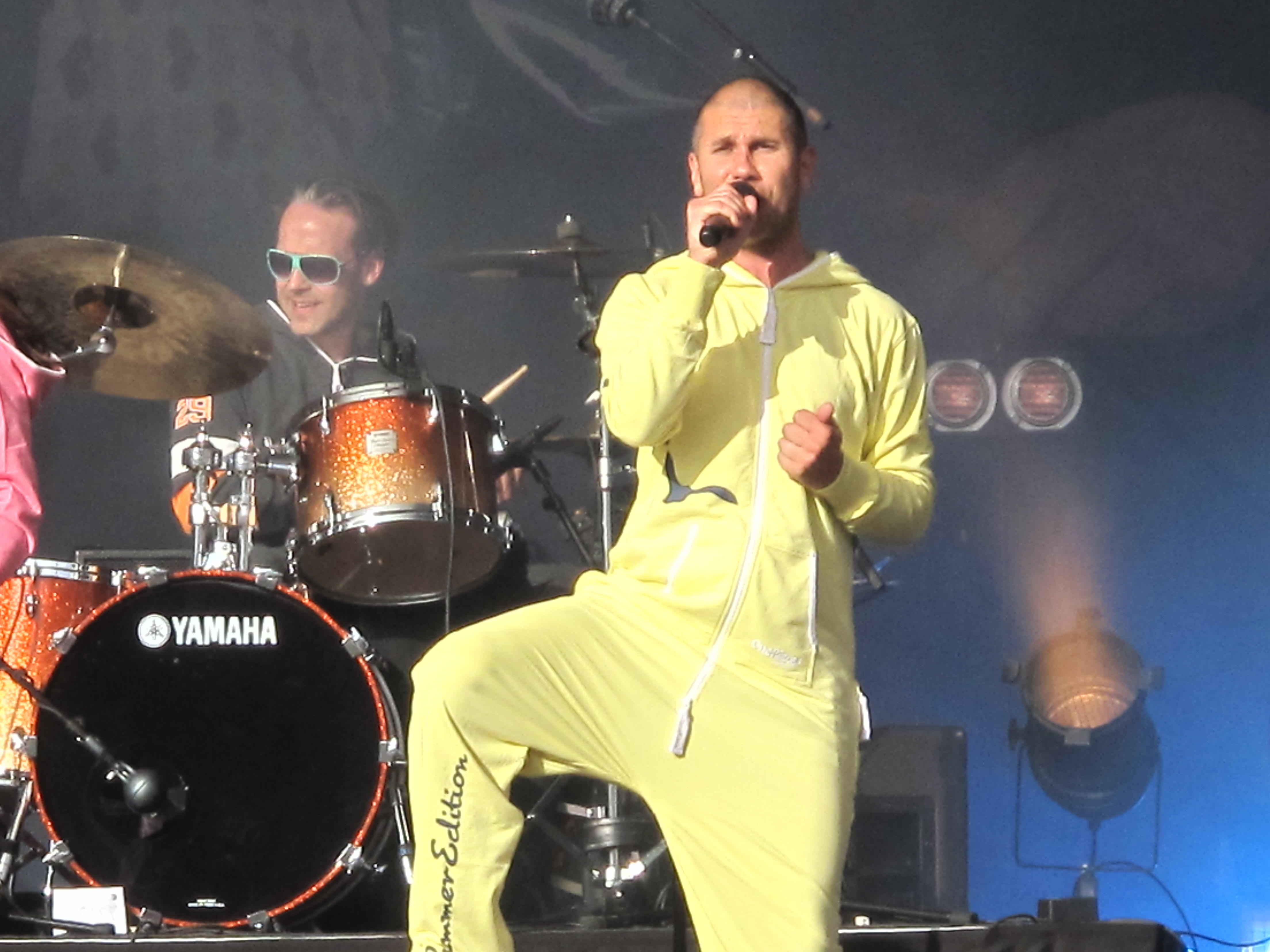
Markoolio på Liseberg 2011.

Lehtosalo skriver och producerar sina låtar tillsammans med flera medarbetare. Han har också gjort barnprogram i TV. År 2001 spelade Lehtosalo in låten "Rocka på" med doo wop-gruppen The Boppers. År 2003 medverkade han i en reklamfilm för ICA. Hösten 2005 och våren 2006 spelade han rollen som DJ Monty i musikalen Saturday Night Fever på Oscarsteatern i Stockholm. Under 2000-talets första decennium spelade han huvudrollsinnehavaren i Dr Mugg.
År 2007 röstade Aftonbladets läsare med överlägsen marginal fram Lehtosalo och låten "Ingen sommar utan reggae", skriven av Johan Fjellström, Joakim Hillson och Niclas Ternedal, till årets sommarplåga. Under 2008 deltog Markoolio i TV4-programmet Körslaget. Inför Fotbolls-EM 2008 höll Aftonbladet en tävling dit man kunde skicka in en fotbollslåt; vinnaren fick spela in låten och släppa den på singel tillsammans med Lehtosalo. Det vinnande bidraget blev "Sverige, det bästa på vår jord".
2008 inledde Lehtosalo ett samarbete med Kolmårdens Djurpark. Hans musik användes i delfinföreställningen, som han också regisserat. Dessutom har han även varit ansikte utåt för parkens berg- och dalbana Delfinexpressen. Delfinariesamarbetet varade i fem säsonger, fram till och med 2012.
Han var en av Melodifestivalens jokrar i Melodifestivalen 2009, med låten "Kärlekssång från mig". Han gick inte vidare till finalen utan hamnade på en sjätte plats i deltävlingen.
Han var 2011 huvudperson i ett avsnitt av Copycat Singers.
Den 16 januari 2012 släppte han singeln "Borta bra men hemma bäst" med tillhörande musikvideo, i vilken han imiterar artisten Magnus Uggla.
2023 släpptes realityserien Irma & Marko, där Markoolio hjälper sin mor att bygga om sitt hus.

### Övriga aktiviteter
Lehtosalo fick inkallelse till värnplikt i Finland som han enligt egen utsago struntade i. Några år senare under en Finlandskryssning kontrollerade finländska myndigheter hans identitet och upptäckte att han var efterlyst, varpå Lehtosalo hamnade i arresten i Finland i tre dygn med endast en finsk bibel i cellen. Därefter släpptes han med en villkorlig dom och återvände till Sverige. Senare kom en ny inkallelse till värnpliktstjänstgöring, men med ändrad tjänstgöring till den svenskspråkiga Nylands brigad. När han inställde sig fick han information att han skulle bli kustjägare, varpå Lehtosalo blev "skitskraj", men han genomförde utbildningen och blev befordrad till korpral.
2013 deltog Lehtosalo i Smartare än en femteklassare, varifrån hans vinstpengar gick till Barncancerfonden[källa behövs].
I 2013 års upplaga av det populära TV-programmet Let's Dance vann Lehtosalo finalen med endast en halv procents marginal av telefonrösterna mot artisten Oscar Zia..
2015 deltog han i TV-programmet Arga Snickaren VIP. Han var en av programledarna i motorprogrammet Top Gear Sverige som hade premiär 2020.
Lehtosalo var delägare av internetcaféet "Playz" som öppnade år 2005 i Stockholm.

## Privatliv
Markoolio var åren 2014–2020 gift med Jessica Lehtosalo Westergård. De har tre barn tillsammans.

## Teater

### Roller
| År   | Roll     | Produktion                                                                            | Regi             | Teater        |
| ---- | -------- | ------------------------------------------------------------------------------------- | ---------------- | ------------- |
| 2003 | Karlsson | Karlsson på taket Astrid Lindgren                                                     | Staffan Götestam | Oscarsteatern |
| 2005 | Monty    | Saturday Night Fever Nan Knighton, Arlene Phillips, Paul Nicholas och Robert Stigwood | TJ Rizzo         | Oscarsteatern |
| 2010 | Karlsson | Karlsson på taket smyger igen Astrid Lindgren                                         | Staffan Götestam | Oscarsteatern |

## Diskografi

### Album
| År         | Album                                                                        | Singlar från albumet |
| ---------- | ---------------------------------------------------------------------------- | --- |
| 1998       | Sticker hårt - Första studioalbumet - Format: CD                             | - "" Sommar och sol" - "Drömmen om Finland" - "Vi drar till fjällen" - "Åka pendeltåg"                                                                                      |
| 1999/ 2000 | Dikter från ett hjärta - Andra studioalbumet Turnéupplaga: 2000 - Format: CD | - "Sola och bada i Piña Colada" - "Millennium 2" - "Gör det igen" - "Mera mål" med Arne Hegerfors                                                                           |
| 2001       | Tjock och lycklig - Tredje studioalbumet - Format: CD                        | - "Rocka på" med The Boppers" - "Vi ska vinna!" med Excellence" - "Jag orkar inte mer" - "Vem vill inte bli miljonär?" med Bengt Magnusson"                                 |
| 2003       | I skuggan av mig själv - Fjärde studioalbumet - Format: CD                   | - "Vilse i skogen" med Håkan Hemlin |
| 2004       | Bäst Off - Samlingsalbum - Format: CD                                        | - "In med bollen" |
| 2004       | Suomessa syntynyt - Studioalbum på finska - Format: CD                       | - |
| 2007       | Värsta plattan - Femte studioalbumet - Format: CD                            | - "Värsta schlagern" med Linda Bengtzing - "Ingen sommar utan reggae" - "Emma, Emma" med Tilde Fröling - "Idollåten" med Daddy Boastin, David Hellenius och Peter Magnusson |
| 2008       | Jag är konst - Sjätte studioalbumet - Format: CD                             | - "Sverige, det bästa på vår jord" - "The Markoolio Anthem" |
| 2012       | Jag är Markoolio - Sjunde studioalbumet - Format: CD                         | - "Borta bra men hemma bäst" - "En vecka i Phuket |

### Singlar
| År            | Namn                                                                           | Album                  | Övrigt |
| ------------- | ------------------------------------------------------------------------------ | ---------------------- | --- |
| 1998          | "Sommar och sol                                                                | Sticker hårt           | |
| 1998          | "Drömmen om Finland"                                                           | Sticker hårt           | |
| 1998          | "Vi drar till fjällen"                                                         | Sticker hårt           | |
| 1998          | "Åka pendeltåg"                                                                | Sticker hårt           | Cover/sampling på låten Loser av den amerikanska artisten Beck. |
| 1999          | "Sola och bada i Piña Colada"                                                  | Dikter från ett hjärta | |
| 1999          | "Millennium 2"                                                                 | Dikter från ett hjärta | |
| 2000          | "Gör det igen"                                                                 | Dikter från ett hjärta | |
| 2000          | "Mera mål" med Arne Hegerfors                                                  | Dikter från ett hjärta | Sveriges inofficiella låt inför fotbolls-EM 2000. |
| 2001          | "Rocka på" med The Boppers"                                                    | Tjock och lycklig      | |
| 2002          | "Vi ska vinna!" med Excellence                                                 | Tjock och lycklig      | Sveriges officiella OS-låt 2002. |
| 2002          | "Jag orkar inte mer"                                                           | Tjock och lycklig      | |
| 2002          | "Vem vill inte bli miljonär?"                                                  | Tjock och lycklig      | |
| 2003          | "Vilse i skogen" med Håkan Hemlin                                              | I skuggan av mig själv | |
| 2004          | "In med bollen"                                                                | Bäst Off               | Sveriges officiella låt inför fotbolls-EM 2004. |
| 2007          | "Värsta schlagern" med Linda Bengtzing                                         | Värsta plattan         | Låt som skickades in till både Melodifestivalen 2006 och 2007 utan att komma med.                                                                                          |
| 2007          | "Ingen sommar utan reggae"                                                     | Värsta plattan         | |
| 2007          | "Emma, Emma" med Tilde Fröling                                                 | Värsta plattan         | |
| 2007          | "Idållåten" med Daddy Boastin, David Hellenius och Peter Magnusson             | Värsta plattan         | |
| 2008          | "Sverige, det bästa på vår jord" med Fronda                                    | Jag är konst           | Framtagen tillsammans med Aftonbladet och utsedd till deras egen inofficiella låt inför fotbolls-EM 2008.                                                                  |
| 2008          | "The Markoolio Anthem"                                                         | Jag är konst           | |
| 2009          | "Kärlekssång från mig"                                                         | -                      | Deltog med låten i den andra deltävlingen av Melodifestivalen 2009. |
| 2012          | "Borta bra men hemma bäst"                                                     | Jag är Markoolio       | |
| 2012          | "En vecka i Phuket"                                                            | Jag är Markoolio       | |
| 2017          | "Bastukungen"                                                                  | -                      | |
| 2017          | "Tomtar på loftet"                                                             | -                      | |
| 2018          | "Ge oss mål"                                                                   | -                      | |
| 2022          | "Kassanova" med Young Earth Sauce                                              | -                      | |
| 2023          | "Vatten & eld" med Irma Lehtosalo                                              | -                      | Framtagen i samband med realityshowen och TV-programmet Marko & Irma. |
| 2023          | "Låtsas att det är semester"                                                   | -                      | Cover med ändrad text på radioprataren Ola Lustigs låt med samma namn från 2014.                                                                                           |
| 2023          | "Sommar, sol & myggjävlar"                                                     | -                      | Omarbetad och nyinspelad version av debutsingel' "Sommar och sol". Släppt i samarbete med företaget Thermacell samt under artistnamnet "Irmas son" istället för Markoolio. |
| 2025          | "Norge (Ett ruttet land)" med Roger Nordin och Laila Bagge från Rix Morronzoo. | -                      | Inofficiell låt inför Skid-VM i Trondheim 2025 släppt den 21 februari 2025.                                                                                                |
| 25 april 2025 | "Succé" feat. Irma Lehtosalo                                                   | -                      | |

### Övriga låtar
Följande lista är en lista över låtar som ej släpps som officiella singlar samt låtar som släpps av andra artister där Markoolio medverkar.
| År   | Namn                                       | Övrigt                                                                         |
| ---- | ------------------------------------------ | ------------------------------------------------------------------------------ |
| 2001 | "En kväll i juni"                          | Släppt den 19 november 2001 i samarbete med Cancerfonden "Ett slag för livet". |
| 2007 | "Ta det lugnt (Kändisremix)"               | Låt av Ken Ring.                                                               |
| 2014 | "Fredagslåten" med Rix Morronzoo.          | -                                                                              |
| 2015 | "Mera Mål 2015 (remix)" med Rix Morronzoo. | Hyllningslåt till Malmö FF i samarbete med Rix Morronzoo.                      |
| 2019 | "Modell"                                   | Låt av Moncho.                                                                 |
| 2022 | "Ta mig till millenium två"                | I samarbete med Mauri Hermundsson.                                             |
| 2023 | "Bävling"                                  | Låt av Irma Lehtosalo där Markoolio medverkar.                                 |

### Musikvideor
| År   | Namn                                                                           |
| ---- | ------------------------------------------------------------------------------ |
| 1999 | "Vi drar till fjällen"                                                         |
| 1999 | "Åka pendeltåg"                                                                |
| 1999 | "Sola och bada i Piña Colada"                                                  |
| 1999 | "Millennium 2"                                                                 |
| 2000 | "Gör det igen"                                                                 |
| 2000 | "Mera mål"                                                                     |
| 2001 | "Rocka på" med The Boppers                                                     |
| 2002 | "Vi ska vinna!"med Excellence                                                  |
| 2002 | "Jag orkar inte mer"                                                           |
| 2003 | "Vilse i skogen" med Håkan Hemlin                                              |
| 2004 | "In med bollen"                                                                |
| 2007 | "Värsta schlagern" med Linda Bengtzing                                         |
| 2007 | "Ta det lugnt (Kändisremix)", låt av Ken Ring                                  |
| 2012 | "Borta bra men hemma bäst"                                                     |
| 2012 | "En vecka i Phuket"                                                            |
| 2014 | "Fredagslåten" med Rix Morronzoo.                                              |
| 2015 | "Mera Mål 2015 (remix)" med Rix Morronzoo.                                     |
| 2017 | "Bastukungen"                                                                  |
| 2019 | "Modell", låt av Moncho                                                        |
| 2022 | "Ta mig till millenium två"                                                    |
| 2025 | "Norge (Ett ruttet land)" med Roger Nordin och Laila Bagge från Rix Morronzoo. |
| 2025 | "Succé" feat. Irma Lehtosalo                                                   |

### Melodier på Svensktoppen
| År   | Namn                       |
| ---- | -------------------------- |
| 2003 | "Vilse i skogen"           |
| 2004 | "In med bollen"            |
| 2007 | "Värsta schlagern"         |
| 2008 | "Ingen sommar utan reggae" |

### Missade Svensktoppslistan
| År   | Namn                                       |
| ---- | ------------------------------------------ |
| 1999 | "Vi drar till fjällen"                     |
| 1999 | "Millennium 2"                             |
| 2000 | "Gör det igen"                             |
| 2000 | "Mera mål"                                 |
| 2001 | "Rocka på" med The Boppers                 |
| 2002 | "Vi ska vinna!" med Excellence             |
| 2002 | "Båtlåten"                                 |
| 2007 | "Idollåten"                                |
| 2008 | "Sverige det bästa på vår jord" med Fronda |

## TV (i urval)
| År          | Namn                                |
| ----------- | ----------------------------------- |
| 2001 - 2005 | Föräldrafritt (FF)                  |
| 2002        | Dr Mugg                             |
| 2003        | Hem till Midgård                    |
| 2013        | Let's Dance                         |
| 2013        | Smartare än en femteklassare        |
| 2015        | Familjen Rysberg                    |
| 2017        | Bäst i test (gäst)                  |
| 2019        | Panik i tomteverkstan (julkalender) |
| 2020        | Top Gear Sverige                    |
| 2021        | Mer panik i tomteverkstan           |
| 2021        | Över Atlanten                       |
| 2023        | Marko & Irma                        |
| 2023        | Bäst i test                         |
| 2024        | Masked Singer Sverige               |